# My Life Is a Party
"My Life Is Party" è un singolo del gruppo tedesco ItaloBrothers. La canzone fu pubblicata in Germania sotto forma di download digitale il 27 giugno 2012. La canzone è salita in cima alle classifiche in Austria, Germania, Svizzera. La canzone riprende le sonorità della canzone Dragostea din tei degli O-Zone

## Video musicale
Un video musicale fu rilasciato per "My Life Is a Party"  il primo giorno del suo rilascio su YouTube il 25 giugno 2012 per una durata totale di tre minuti e quaranta tre secondi. È la seconda canzone ad utilizzare "lo stampo" di Dragostea din tei, l'altra chiamata ha il nome di Live Your Life. Il video fu girato a Palma di Maiorca, Spagna

## Lista brani
Download digitale
1. "My Life Is a Party" (R.I.O. Edit) - 3:27
2. "My Life Is a Party" (Club Mix) - 5:03
3. "My Life Is a Party" (Radio Edit) - 3:12
4. "My Life Is a Party" (Extended Mix) - 4:45
5. "My Life Is a Party" (Whirlmond Remix) - 5:05
6. "My Life Is a Party" (Ryan T. & Rick M. Radio Edit) - 3:30
7. "My Life Is a Party" (Ryan T. & Rick M. Remix) - 5:00

## Grafici prestazioni
| Grafico (2012)                    | Posizione |
| Austria (Ö3 Austria Top 40)       | 18        |
| Belgio (Ultratip Wallonia)        | 34        |
| Francia (SNEP)                    | 103       |
| Germania (Official German Charts) | 43        |
| Svizzera (Schweizer Hitparade)    | 62        |
| --------------------------------- | --------- |

## Storico uscite
| Regione  | Data          | Formato          | Etichetta discografica |
| -------- | ------------- | ---------------- | ---------------------- |
| Germania | July 27, 2012 | Digital Download | Kontor Records         |